# (9780) Bandersnatch
(9780) Bandersnatch est un astéroïde de la ceinture principale.

## Description
(9780) Bandersnatch est un astéroïde de la ceinture principale. Il fut découvert par Yoshisada Shimizu et Takeshi Urata le 25 septembre 1994 à l'observatoire de Nachikatsuura. Il présente une orbite caractérisée par un demi-grand axe de 2,2 UA, une excentricité de 0,101 et une inclinaison de 6,26° par rapport à l'écliptique.
Il fut nommé d'après le personnage de Bandersnatch dans le poème Jaseroque de Lewis Carroll.

## Compléments